# Hugh Falconer

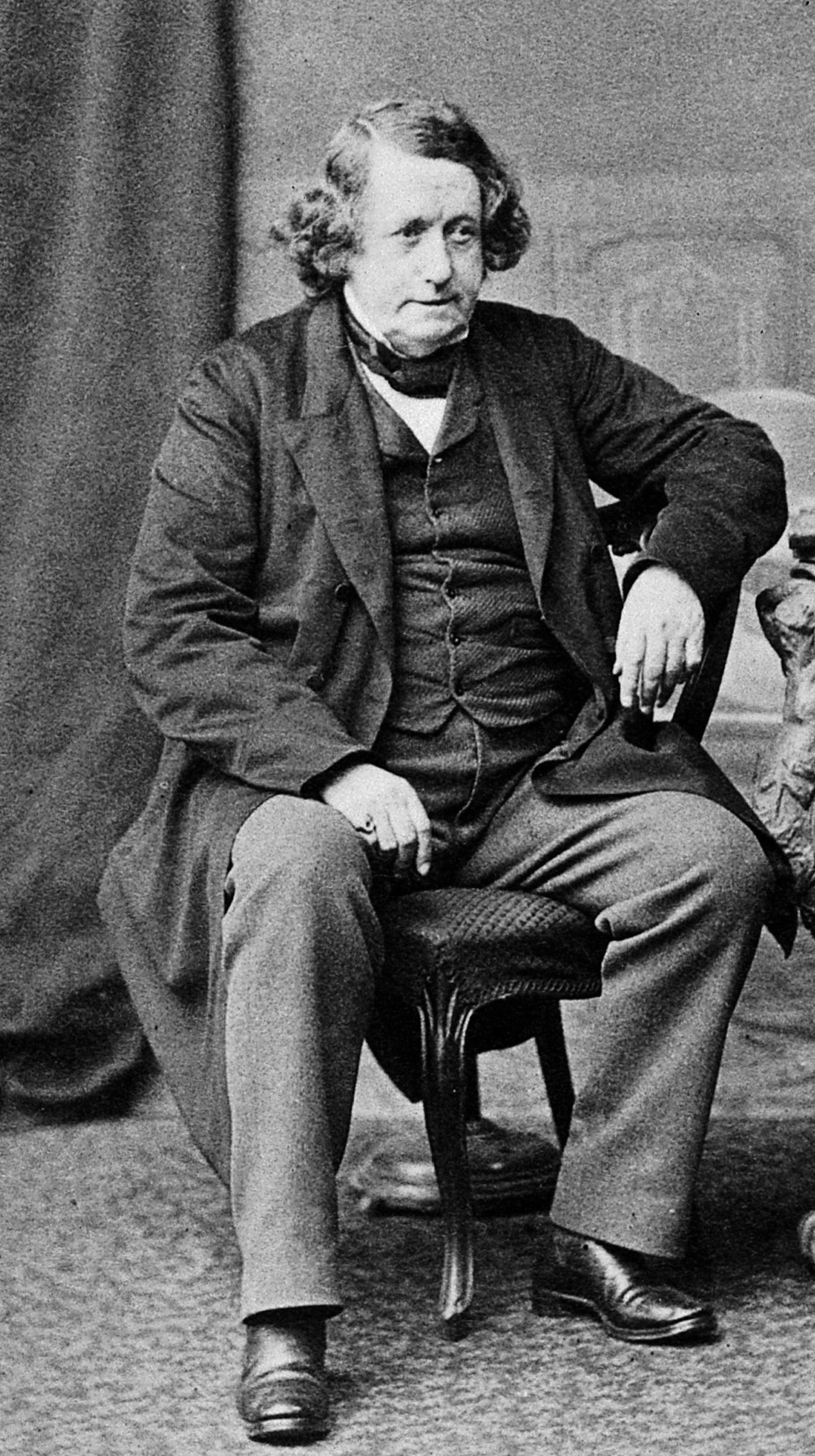
Hugh Falconer

Hugh Falconer (* 29. Februar 1808 in Forres, Schottland; † 31. Januar 1865 in London) war ein schottischer Paläontologe, Botaniker und Geologe. Sein offizielles botanisches Autorenkürzel lautet „Falc.“

## Leben und Wirken
Hugh Falconer studierte in Aberdeen und Edinburgh; 1830 ging er als Assistenzarzt nach Indien.
In Indien wurde er 1832 Superintendent des botanischen Gartens in Saharanpur. Hier begann er eine paläontologische Untersuchung des Siwaliks-Gebirges (im heutigen Nepal) und brachte mit den Paläontologen Proby Thomas Cautley eine reichhaltige Sammlung fossiler Säugetierreste zusammen. Er untersuchte auch den Himalaya in botanischer Hinsicht und trug mit dazu bei, den Tee in England einzuführen. 1837 begleitete er eine zweite Expedition nach Kabul und besuchte viele Gegenden dieser Region, auch die um Kaschmir, sowie die großen Gletscher des Karakorum. 1842 ging er aus gesundheitlichen Gründen zurück nach England und veröffentlichte hier mehrere Arbeiten über die fossile Fauna des Siwaliks-Gebirges und die fossilen Reste der Insel Perim in der Meeresstraße Bab al-Mandab vor Jemen.
Er spielte eine Rolle bei den Ausgrabungen in Kents Cavern, die eine wichtige Rolle in der prähistorischen Archäologie spielten.
Falconers größte Arbeit ist die mit Cautley herausgegebene Fauna antiqua Sivalensis (1846–49, 9 Teile).
1848 wurde Falconer Direktor des botanischen Gartens in Kolkata (Haora) und Professor der Botanik am Medical College. 1850 besuchte er zur Untersuchung der Teakwälder die Provinz Tenasserim. 1855 nach England zurückgekehrt, widmete er sich besonders dem Studium der fossilen Höhlenfauna und veröffentlichte On the species of Mastodon and Elephant und 1860 eine Abhandlung über die Knochenhöhlen auf der Gower-Halbinsel in Südwales. Auch die Höhlen Italiens und Gibraltars hat er untersucht.
Sein Nachlass, Palaeontological memoirs and notes (London 1868, 2 Bde.), wurde von den Paläontologen Roderick Impey Murchison herausgegeben.

## Ehrungen
Falconer zu Ehren trägt die Schraubenziege den wissenschaftlichen Namen Capra falconeri. Ebenso wurde nach ihm die Gattung Falconeria Royle aus der Familie der Wolfsmilchgewächse (Euphorbiaceae) benannt.